# Антон Шкаплеров
Антон Николајевич Шкаплеров (рус. Антон Николаевич Шкаплеров; Севастопољ, 20. фебруар 1972) руски је космонаут и пуковник Руског ратног ваздухопловства.

## Лични подаци
Ожењен је Татјаном Петровном и имају две ћерке – Кристину и Киру. Његови родитељи, Николај Ивановић Шкаплеров и Тамара Викторовна Шкаплеров, живе у Севастопољу. Антон се у слободно време бави спортом, путује, пеца, и како је у шали изјавио „лети у свемир”.

## Образовање
Шкаплеров је 1989. године завршио обуку за летење на авиону Јак-52 у Авијацијском клубу Севастопољ. Средњу школу завршио је у Севастопољу исте године, а затим је 1994. завршио пилотску школу. Након тога је 1997. дипломирао као летачки инжењер на пилотској академији Жуковски.

## Искуство
После дипломирања Антон је служио као пилот-инструктор у Руском ратном ваздухопловству. Обучавао је на авионима Јак-52, Л-29 и МиГ-29. Такође је падобрански инструктор, и извршио је преко 300 скокова.

## Роскосмос
У мају 2003. године изабран је у космонаутски тренажни програм центра за обуку космонаута Јуриј Гагарин. Од јуна 2003. до 2005. године прошао је основни програм обуке, након чега је постао квалификовани тест-космонаут. Од априла до октобра 2007. године Шкаплеров је служио као директор за операције агенције Роскосмос у свемирском центру Џонсон, у Хјустону. Изабран је за команданта резервне посаде Експедиције 22, што је стандардна процедура која претходи првом лету.
У свемиру је до сада боравио у два наврата, прво као члан Експедиције 29/30, а након тога и као члан Експедиције 42/43. Током свог боравка у свемиру учествовао је и у једној свемирској шетњи.
За заслуге у истраживању свемира 2013. године је награђен орденом Хероја Руске федерације.